# George J. Whelan
George J. Whelan foi um político e advogado dos Estados Unidos, foi oitavo prefeito de São Francisco entre 8 julho a 15 novembro de 1856. Antes de ser prefeito ele foi procurador distrital do Condado de San Francisco.